# Forêt de Hydra
La forêt de Hydra ou forêt Mokhtar Doudou  est une forêt située à Hydra dans la région de la  Mitidja, dans la wilaya d'Alger, en Algérie et gérée par la Conservation des forêts d'Alger sous la tutelle de la Direction générale des forêts (DGF).

## Localisation
La forêt de Hydra est située à 18 kilomètres à l'est d'Alger, à 70 kilomètres à l'est de Tipaza et à 4 kilomètres de la Mer Méditerranée. Elle est localisée dans la commune de Hydra dans la Mitidja de la basse Kabylie.

## Présentation
La forêt de Hydra est régie par le décret no 84-45 du 18 février 1984, modifié et complété par le décret no 07-09 du 11 janvier 2007. Elle s'étend sur 12 hectares.

## Historique
La forêt de Hydra est une forêt récréative aménagée à la place d’un bidonville éradiqué en 2010 dans le cadre du programme de résorption de l’habitat précaire dans la wilaya d'Alger.
Ce bois, baptisé Forêt Mokhtar Doudou et inauguré en mars 2015, est un espace vert qui s’étend sur 12 hectares entre l’École nationale supérieure de journalisme en amont, et la cité universitaire de Hydra, en aval.
Le programme de réhabilitation des forêts algéroises a concerné cette forêt urbaine  qui a été dotée d’un stade, de bancs publics, d'un réseau de collecte de déchets en plus des espaces boisés où 9 000 arbustes de différentes espèces ont été plantés entre 2012 et 2014.

## Reboisement
La forêt de Hydra]est un site forestier boisé dans le cadre du plan national de reboisement par lequel a été aménagé une superficie d'environ 12 ha pour la création d'un espace naturel de détente et de loisir à Alger. Depuis sa récupération, le site qui abritait un bidonville dont les habitants ont été relogés, a fait l'objet d'une opération de reboisement et des travaux d'aménagement.

## Faune
La faune de la forêt de Hydra est riche en diversité zoologique, ornithologique et entomologique.

### Mammifères

#### Hérisson d'Algérie
On rencontre le hérisson d'Algérie (Atelerix algirus') dans cette forêt algéroise. C'est un hérisson à ventre blanc vivant dans les régions côtières d'Algérie. Il est de couleur pâle et pèse de 700 à 950 g. Ce hérisson est une espèce protégée sur tout le territoire algérien.

#### Lapin de garenne

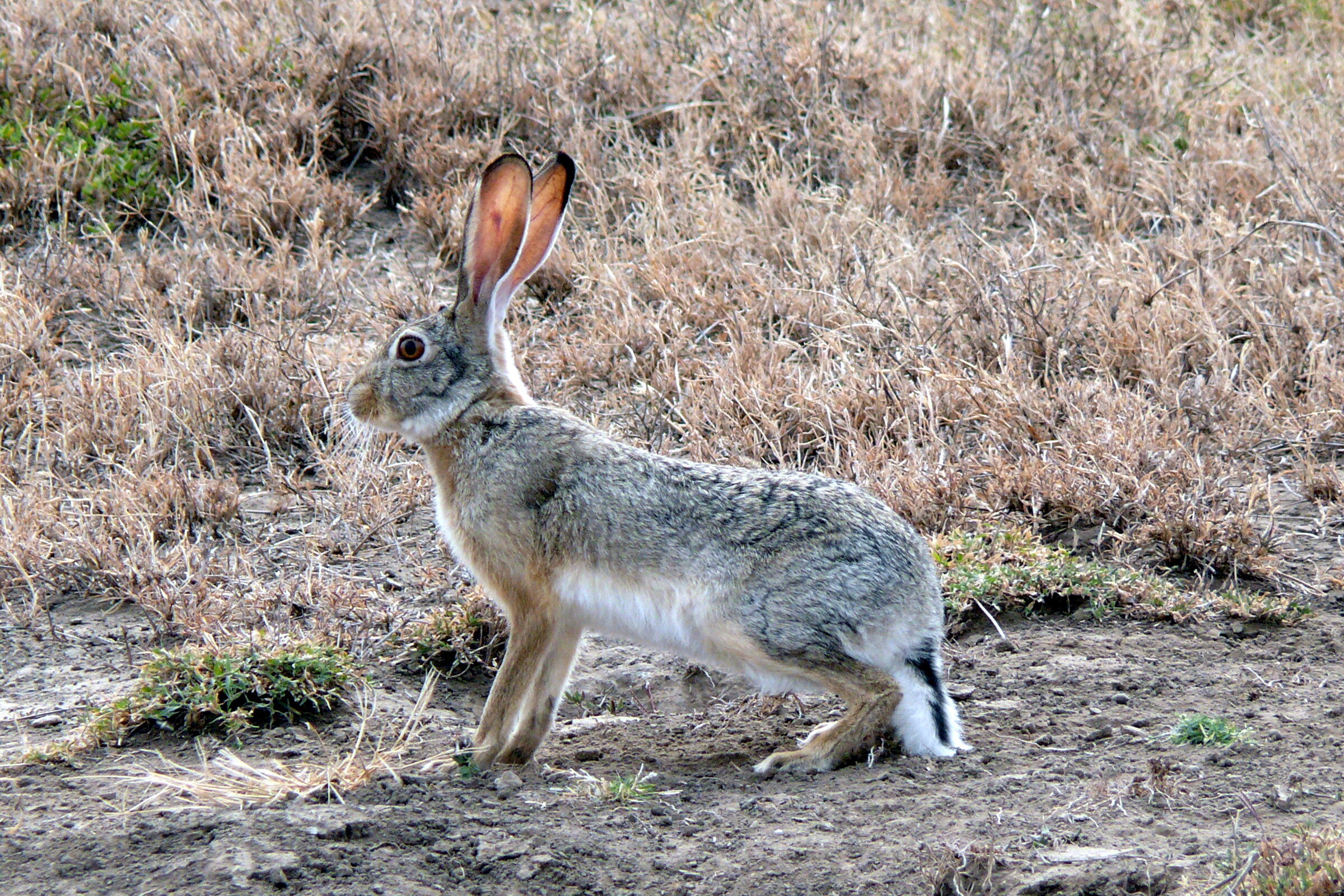
Lièvre du Cap

Le lapin de garenne (Oryctolagus cuniculus) est un mammifère lagomorphe dont les effectifs sauvages sont communs en Algérie mais en déclin.

#### Lièvre du cap
Le lièvre du Cap (Lepus capensis) est un rongeur.

#### Sanglier
Le sanglier (Sus scrofa) colonise quasiment tous les habitats au niveau de cette forêt. Lorsque le sol est humide, cet animal retourne la terre grâce à ces forts butoirs à la recherche d’invertébré et les racines des plantes. Sa longévité varie entre 8 et 10 ans.